# カミル・コプーネク
カミル・コプーネク（Kamil Kopúnek、1984年5月18日 - ）は、スロバキアの元サッカー選手。元スロバキア代表。ポジションはミッドフィールダー。

## 経歴
2006年にスロバキア代表デビュー。2007年以降出場機会が無かったが、2009年8月の親善試合で3年ぶりに出場。2010 FIFAワールドカップではグループステージ3戦目・イタリア戦で、終了間際の87分から途中出場、直後の89分に決勝点となる3点目を決めた。2012年までに16試合に出場、2得点をあげた。

## 代表歴

### 出場大会
- スロバキア代表
  - 2010 FIFAワールドカップ

### 試合数
- 国際Aマッチ 16試合 2得点（2006年-2012年）[1]

| スロバキア代表 | 国際Aマッチ | 国際Aマッチ |
| 年             | 出場        | 得点        |
| -------------- | ----------- | ----------- |
| 2006           | 2           | 0           |
| 2007           | 0           | 0           |
| 2008           | 0           | 0           |
| 2009           | 3           | 0           |
| 2010           | 8           | 2           |
| 2011           | 1           | 0           |
| 2012           | 2           | 0           |
| 通算           | 16          | 2           |